# Lawson Robertson
Lawson N. Robertson (ur. 24 września 1883 w Alford, zm. 22 stycznia 1951 w Filadelfii) – amerykański lekkoatleta specjalizujący się w skoku wzwyż, skoku w dal oraz w biegach sprinterskich, dwukrotny uczestnik letnich igrzysk olimpijskich (Saint Louis 1904, Londyn 1908), brązowy medalista olimpijski z Saint Louis w skoku wzwyż z miejsca.

## Sukcesy sportowe
- halowy mistrz Stanów Zjednoczonych w biegu na 300 jardów – 1906[1]
- dwukrotny wicemistrz Stanów Zjednoczonych w biegu na 200 metrów – 1904, 1906[2]
- brązowy medalista mistrzostw Stanów Zjednoczonych w biegu na 100 jardów – 1906

| Rok  | Miasto      | Zawody               | Konkurencja                                                                | Wynik                                             |
| ---- | ----------- | -------------------- | -------------------------------------------------------------------------- | ------------------------------------------------- |
| 1904 | Saint Louis | Igrzyska olimpijskie | skok wzwyż z miejsca bieg na 100 m                                         | brązowy medal 6. miejsce                          |
| 1906 | Ateny       | Olimpiada letnia     | skok wzwyż z miejsca skok w dal z miejsca bieg na 100 m pięciobój antyczny | srebrny medal brązowy medal 5. miejsce 6. miejsce |

## Rekordy życiowe
- bieg na 100 metrów – 11,0 (1908)
- bieg na 200 metrów – 22,3 (1906)